# اولیویرو توسکانی
اولیویرو توسکانی (انگلیسی: Oliviero Toscani; ۲۸ فوریهٔ ۱۹۴۲ – ۱۳ ژانویهٔ ۲۰۲۵) عکاس اهل ایتالیا بود. شهرت وی بیشتر به خاطر طراحی و عکس‌های جنجالی برای کارزارهای تبلیغاتی شرکت ایتالیایی بنتون بود.